# ChiWriter

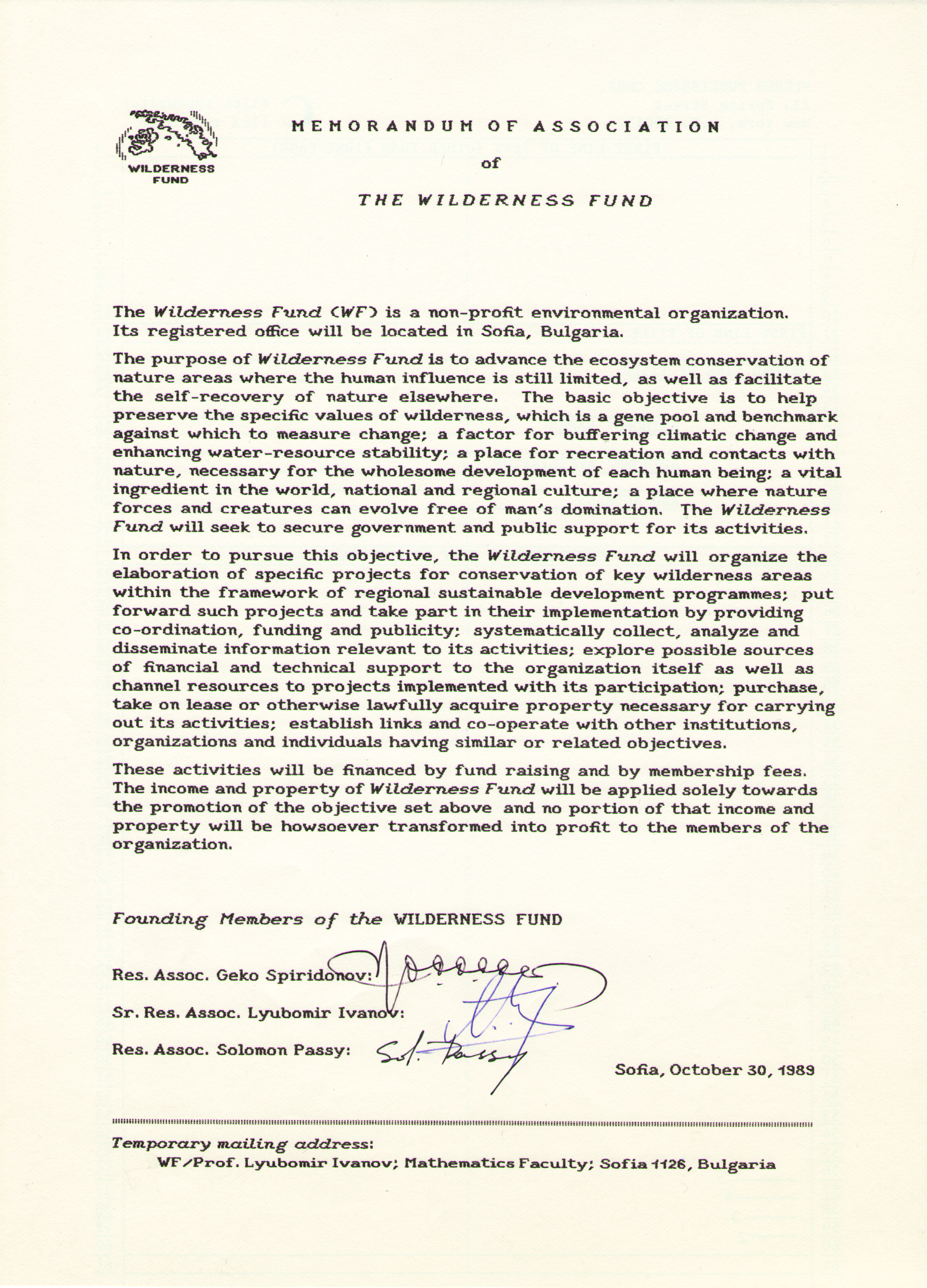
Документ, подготовленный в 1989 году в редакторе ChiWriter с использованием пользовательских шрифтов

ChiWriter — текстовый редактор для среды MS-DOS, предназначенный для набора научных текстов. ChiWriter был написан Каем Хорстманом в 1986 году.

## Особенности
В числе основных отличительных особенностей ChiWriter можно назвать наличие ограниченного режима WYSIWYG, возможность набора математических и химических формул, и даже шахматных диаграмм с помощью специальных шрифтов, а также способность работать даже на компьютерах класса IBM PC/XT.
Пригодность для набора научных текстов определялась тем, что ChiWriter позволял добавлять к каждой строке текста дополнительные строки, находящиеся ниже или выше её на ½ базовой высоты строки. На этих дополнительных строках мог располагаться текст, что позволяло набирать верхние и нижние индексы, дроби, а также более сложные математические формулы. Имелась возможность использовать до двадцати шрифтов в одном документе, набирать буквы греческого алфавита, кириллицу, математические и иные символы. Отдельные символы большого размера (например, символы суммы или интегралов) могли набираться как комбинация нескольких символов.
Имелся также редактор шрифтов, позволявший видоизменять существующие и создавать новые шрифты. Работа с программой облегчалась наличием написанного М. Л. Городецким просмотрщика файлов формата ChiWriter для среды Norton Commander.

## Недостатки редактора
При создании шрифтов пользователь имел возможность задать не только начертание шрифта, но и соответствие его символов раскладке клавиатуры. Ввиду этого зачастую в разных шрифтах (особенно локализованных) раскладка букв не соответствовала друг другу; в частности, использовалось два варианта русской раскладки: соответствующая раскладке пишущей машинки и фонетическая («а» русская — «a» латинская и т. д.). В результате сложно было переносить документы с одного компьютера на другой.
Кроме того, отмечается недостаточно хорошее качество печати, особенно с использованием выравнивания текста по ширине.

## Прекращение разработки
Хотя редактор пользовался определённой популярностью в научной среде, ввиду того, что он был более прост в использовании, чем TeX, в 1996 году его разработка и распространение были прекращены. ChiWriter не выдержал конкуренции со вновь появлявшимися текстовыми редакторами для Microsoft Windows, использовавшими векторные шрифты. Разрабатывавшаяся версия ChiWriter для Microsoft Windows так и не была выпущена.

## Преобразование документов
Преобразование документов возможно средствами ChiWriter в чистый текст и Postscript. Существуют сторонние программы для преобразования в другие форматы (в частности, в формат Microsoft Word). В режиме качественной печати ChiWriter выводит коды принтера печати графического образа, которые можно переадресовать в файл (стандартное расширение .bin). В период расцвета редактора чаще всего использовались коды Epson ESC/P. Утилита chipbm преобразует используемое ChiWriter подмножество кодов печати в файл Portable anymap (.pbm), который загружают многие графические утилиты. Например, утилита gimp позволяет затем сохранить страницу в Portable Document Format (.pdf). Для формирования .bin файлов принтера редактор можно запустить под MS-DOS на виртуальной машине.